# Hierodiakon
Hierodiakon (gr. ἱεροδιάκονοϛ, cs. іеродïа́конъ) – w kościołach greckokatolickich i prawosławnym mnich posiadający święcenia kapłańskie w stopniu diakona. Hierodiakon może asystować i pomagać prezbiterom i biskupom podczas nabożeństw, ale nie może ich sam sprawować.